# Dalechampia ficifolia
Dalechampia ficifolia är en törelväxtart som beskrevs av Jean-Baptiste de Lamarck. Dalechampia ficifolia ingår i släktet Dalechampia och familjen törelväxter. Inga underarter finns listade i Catalogue of Life.